# Artur Wabik

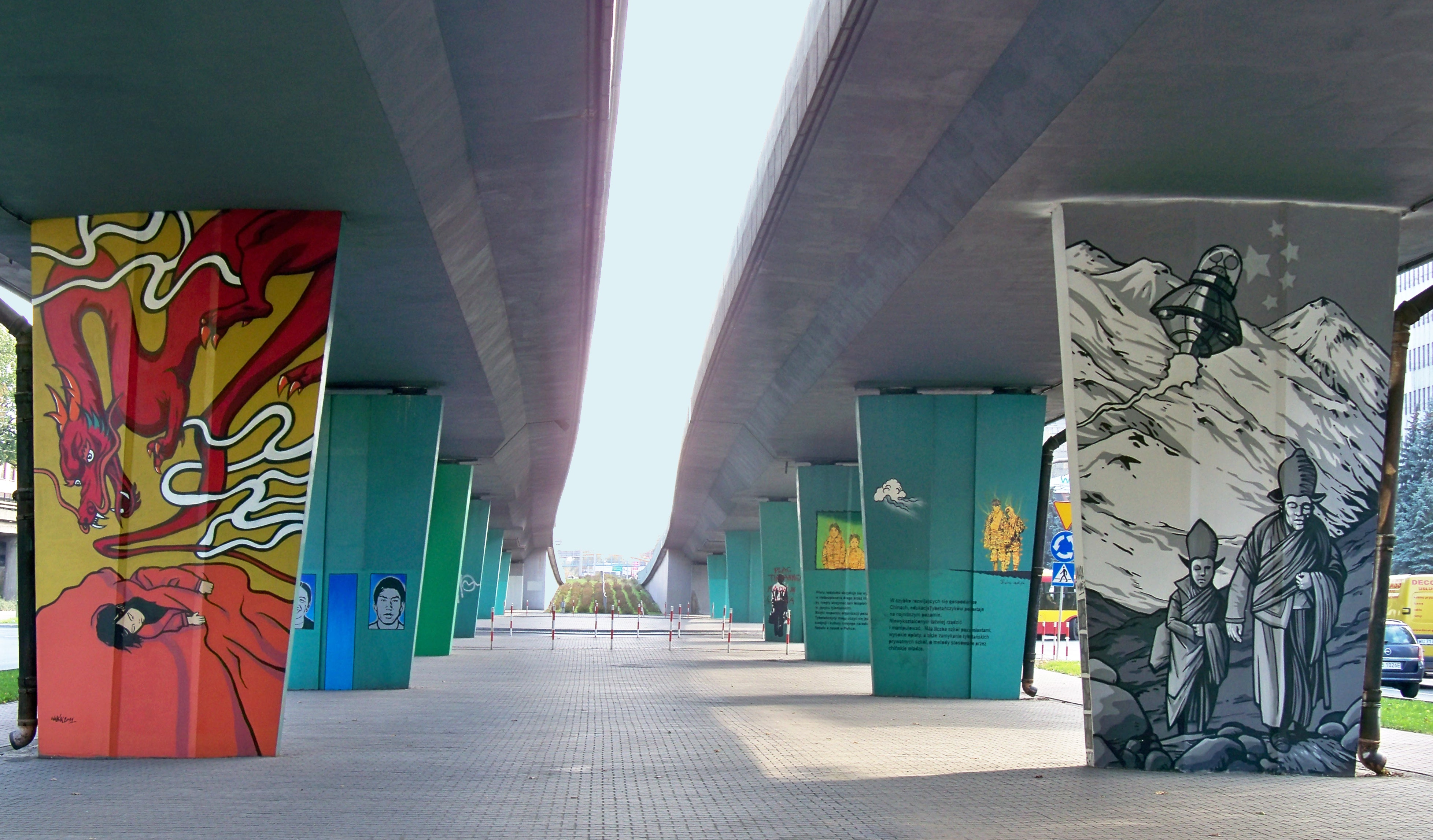
Rondo Tybetu w Warszawie, po lewej mural Sen autorstwa Dagmary Matuszak wykonany przez Artura Wabika

Artur Wabik (ur. 27 stycznia 1982 w Krakowie) – polski artysta sztuk wizualnych, kurator, publicysta, badacz popkultury. Wydawca komiksu i literatury fantastycznej. Od końca lat dziewięćdziesiątych związany ze street artem, autor murali i instalacji w przestrzeni publicznej.
W latach 2001–2005 studiował w Instytucie Historii Sztuki na Wydziale Historycznym Uniwersytetu Jagiellońskiego w Krakowie. W latach 2002–2004 pełnił funkcję dyrektora artystycznego studenckiego Festiwalu Nowych Technologii w Sztuce „art-e-strada”. 
Był pomysłodawcą i kuratorem trzech edycji (2003, 2004 i 2010) interdyscyplinarnego projektu artystycznego „Komiks na Ścianach”, będącego spotkaniem estetyk komiksu i graffiti (w projekcie wzięli udział m.in. – Przemysław Truściński, Jakub Rebelka, Dagmara Matuszak, Sławomir ZBIOK Czajkowski, Mateusz Kołek, Julius Luge).
W latach 2003–2012 Artur Wabik był redaktorem naczelnym wydawnictwa „Atropos”, które specjalizowało się w edycji komiksów oraz bogato ilustrowanych albumów o charakterze kolekcjonerskim. W 2004 zredagował i wydał antologię polskiego komiksu internetowego „Komiks w Sieci” przedstawiającą szeroko zjawisko komiksowych blogów poprzez prezentację prac ich twórców, takich jak m.in. Agata „Endo” Nowicka, Bartek „Belle” Felczak, Jacek Karaszewski, Ernesto Gonzales, kolektyw „Pvek”. W marcu 2005 wydał „Melindę” – nowelę graficzną będącą owocem współpracy angielskiego pisarza Neila Gaimana i polskiej ilustratorki Dagmary Matuszak. W kolejnych latach, we współpracy Dagmarą Matuszak zrealizował także bibliofilskie wydania książek – „Maladie” Andrzeja Sapkowskiego i „Anansi Boys” Neila Gaimana.
W latach 2010–2011 prowadził galerię sztuki współczesnej, zlokalizowaną w Krakowie, przy ulicy Zabłocie 23, w poprzemysłowym budynku na terenie dawnej fabryki „Miraculum”.
W latach 2012–2013 pełnił funkcję dyrektora artystycznego międzynarodowego konkursu na projekt muralu, w wyniku którego na fasadzie budynku Galerii Krakowskiej zrealizowano malowidło według projektu Justyny Posiecz-Polkowskiej, o łącznej powierzchni ponad 1.400 metrów kw. W 2017 ponownie pełnił funkcję dyrektora artystycznego konkursu na projekt muralu, w wyniku którego na tym samym budynku zrealizowano malowidło według projektu Marcina Czaji.
W latach 2010–2016 członek założyciel Polskiego Stowarzyszenia Komiksowego. Od 2012 członek założyciel Krakowskiego Stowarzyszenia Komiksowego. W 2012 napisał scenariusz do komiksu „Woroszyłowgrad” (rys. Marcin Surma) na podstawie powieści o tym samym tytule, autorstwa ukraińskiego pisarza Serhija Żadana. Od 2013 specjalista ds. sztuk wizualnych i kurator w Artetece Wojewódzkiej Biblioteki Publicznej w Krakowie. W latach 2016–2017 przewodniczący jury konkursu komiksowego na Międzynarodowym Festiwal Komiksu i Gier w Łodzi.
Artur Wabik publikuje teksty o popkulturze na łamach prasy, m.in. w „Zeszytach Komiksowych” oraz interdyscyplinarnym kwartalniku „Autoportret. Pismo o dobrej przestrzeni”, wydawanym przez Małopolski Instytut Kultury w Krakowie. Od lutego do grudnia 2013 prowadził autorską audycję radiową „Wabik na sztukę” na antenie krakowskiej Radiofonii.
W 2018 razem z Mateuszem Kołkiem stworzył komiks w ramach projektu literackiego O_KAZ. Literatura o Kazimierzu.

## Wybrane realizacje artystyczne
- 2009 – „Boże strzeż mnie przede mną” – mural na 65. rocznicę Powstania Warszawskiego, zrealizowany wspólnie z Patrykiem Poślednikiem, most Śląsko-Dąbrowski w Warszawie[7].
- 2009 – „John Runnings. The Berlin Wall Walker” – diorama z klocków Lego zrealizowana z okazji dwudziestej rocznicy upadku Muru Berlińskiego. Praca przywołuje postać Johna Runningsa – amerykańskiego pacyfisty, praktykującego bierny opór, znanego ze swych akcji na rzecz zjednoczenia Niemiec, a w szczególności z odnoszących się bezpośrednio do muru działań o charakterze performatywnym z lat 1986–1989. Galeria „Delikatesy” w Krakowie[8].
- 2010 – „12 dziewczyn, w których się kochałem” – instalacja wideo stanowiąca kolaż wizerunków dwunastu wirtualnych postaci kobiecych, zapożyczonych z filmów animowanych, komiksów, gier komputerowych oraz telewizyjnych seriali science-fiction. Praca jest zapisem formatywnego doświadczenia kulturowego, jakim było dorastanie w kręgu ikon kultury popularnej okresu lat 90. w Polsce. Dotyka problemu kształtowania się tożsamości płciowej i emocjonalnej mężczyzny w oparciu o nieistniejące w świecie rzeczywistym wzorce kobiecości. A także szerzej – obrazu kobiety w popkulturze; zarówno w aspekcie estetycznym, jak i erotycznym. Galeria „Zbiornik Kultury” w Krakowie[9].
- 2011-2012 – Cykl murali w krakowskiej dzielnicy Podgórze: „Typomural”, „Ekomural” „Robot Lema” i „Mayamural” – murale zrealizowane wspólnie z Aleksandrą Toborowicz oraz grupą studentów ASP, ul. Traugutta, ul. Lipowa, ul. Józefińska, ul. Krakusa w Krakowie. „Typomural” zakwalifikował się do finału konkursu European Design Awards w kategorii Signs&Display[10].
- 2012 – „Kinoreaktywacja” – cykl kontekstowych działań performatywnych, mających na celu przywrócenie pamięci o dawnych kinach Krakowa, zrealizowany wspólnie z Rafałem Stanowskim, w ramach czwartej edycji „ArtBoom Festival”. Budynki nieistniejących kin: „Sztuka”, „Atlantic”, „Wanda”, „Świt” i „Światowid” w Krakowie[11].
- 2012-2015 – Cykl murali poświęconych żydowskiej mistyce. Żydowskiego Muzeum Galicja w Krakowie[12].
- 2012 – „Niewydrukowana historia” – mural typu site specific nawiązujący do rodzinnej historii, zrealizowany wspólnie z widzami. Muzeum Sztuki Współczesnej MOCAK w Krakowie[13].
- 2013 – „In fremden Stadten” – mural w estetyce Pixação oparty na wierszu Adama Zagajewskiego. Galeria Wortwedding w Berlinie[14].
- 2015 – Mural w Pawilonie Polski na EXPO 2015, na podstawie projektu Mateusza Kołka. Wystawa Światowa w Mediolanie[15].